# Natica spadiceoides
Natica spadiceoides is een slakkensoort uit de familie van de Naticidae. De wetenschappelijke naam van de soort is voor het eerst geldig gepubliceerd in 1977 door Liu.